# Brežine
Brežine (en serbe cyrillique: Брежине) est un village de l'est du Monténégro, dans la municipalité de Podgorica.

## Démographie

### Évolution historique de la population
| 1948 | 1953 | 1961 | 1971 | 1981 | 1991 | 2003 |
| ---- | ---- | ---- | ---- | ---- | ---- | ---- |
| 279  | 277  | 264  | 246  | 211  | 139  | 121  |